# Hybrid (groupe)
Pour les articles homonymes, voir Hybrid.
Hybrid est un groupe espagnol de metal extrême, originaire de Madrid, actif entre 2004 et 2013.

## Biographie
Hybrid est formé en mars 2004 lorsque Chus Maestro (One Last Word, Supra, ex-Another Kind of Death) se réunit avec Human Mincer et Wormed pour former un projet de musique extrême. En juin 2005 sort Beyond Undeniable Entropy, un EP qui comprend six morceaux de metal avant-gardiste, éclectique et mathématique. Hybrid joue avec d'autres groupes du genre comme Tool et Deftones au Festimad Sur '06, ainsi que Napalm Death, Cephalic Carnage, Misery Index, Textures, Moho, Machetazo, et Looking for an Answer, notamment. 
Au début de 2007, ils entrent aux studios Sadman pour enregistrer un premier album studio, The 8th Plague, masterisé par Alan Douches (Mastodon, The Dillinger Escape Plan) au West West Side Music (New York), et mixé par Seldon Hunt (Isis, Neurosis). The 8th Plague est publié en 2008.
En 2013, le groupe sort un deuxième album, intitulé Angst, remarqué par la presse spécialisée,,.

## Style musical
Le style musical de Hybrid se rapproche du metal extrême technique qui mêle librement une grande variété de styles comme le brutal death, mathcore, grindcore, black metal, doom, crust, à du free jazz et de la musique latine. Leur style est dissonant, polyrythmique, et composé de blast beats. Il se base sur l'improvisation, l'expérimentation et la création libre.
Les thèmes de leurs paroles sont poétiques, sociologiques, et spirituels avec une vision apocalyptique, misanthrope et nihiliste. Ils utilisent des métaphores et font référence à la mythologie, la Bible, la religion, le mystique, l'occultisme et la psychologie.

## Membres

### Membres actuels
- Chus Maestro - batterie
- Iván Durán - guitare
- Antonio Sánchez - guitare

### Anciens membres
- J. Oliver - guitare, chant (2004-2008)
- Miguel - guitare, chant (2004-2008)
- Unai García - chant (2004-2006)
- Albano Fortes - chant (2007-2008)
- Rafa Fernández - chant (2008-2010)
- Kike - basse (2004-2008)
- Iago Fuentes - basse (2008-2009)
- Alfonso Vicente - basse (2009-2011)

## Discographie

### Albums studio
- 2008 : The 8th Plague (Eyesofsound)
- 2013 : Angst (Deepsend Records)

### EP
- 2006 : Beyond Undeniable Entropy (Deadwrong)

### Compilations
- 2005 : Antichristmass Fest 2005 (Mondongo Canníbale)
- 2006 : Xtreemities Vol. 6 (Xtreem Music)
- 2006 : Madtaste Vol. 3 (Sur Music)
- 2007 : 22 Dósis de psicoactivación (Rompiendo Records)
- 2008 : Fear Candy Vol. 58 (Terrorizer)
- 2008 : Spain Kills. Vol 8 (Xtreem Music)
- 2008 : Various Sampler 2008 (Eyesofsound)